# Торос II
Торос II Великий (арм. Թորոս Բ) (? — 6 февраля 1169) — армянский князь из династии Рубенидов, пятый по счету правитель Киликийского армянского царства.

## Биография

### Юность
Торос был сыном правителя Киликии Левона I, который вел войны с византийцами и антиохийцами. В июне 1137 года византийские войска захватили равнинную Киликию, затем, после тридцатисемидневной осады, столицу княжества Рубенидов — Аназарб. Некоторое время спустя был взят в плен армянский князь, укрывшийся в своем родовом замке Вахка. Плененный Левон I вместе с женой и двумя сыновьями — Рубеном и Торосом, был отправлен в Константинополь. Два других сына — Млех и Стефан, находились в безопасности в Эдесском графстве, у Беатрис, сестры
Левона и матери графа Жослена II Таким образом Киликия, на некоторое время, была включена в состав Византии.

### Правитель Киликии

#### Война с Византией
Спустя несколько лет, в 40-х годах XII века, сын Левона I царевич Торос, бежал из византийского плена. Появившись, в 1145 году в родной Киликии, он возвращает под свой контроль сначала небольшой регион Таврских гор с родовыми крепостями Вахка и Амуд. Гийом де Тир говоря об армянском князе отмечал:
«Торос, могущественный принц армян»
В 1151 году, женившись на дочери сеньора Рабана и заключив союз с латинянами, Торос возвращает находящуюся, на тот момент, в составе Византии равнинную Киликию. В результате военной операции проведенной Торосом были возвращены Аназарб, Тарс, Маместия и доминирующий над проходами Аманских гор Тил (Топраккала), а также был захвачен в плен византийский правитель в Киликии. Узнав об этом, Мануил Комнин, надеясь на помощь про-византийских армянских князей Ламброна и Паперона, посылает в Киликию войско во главе с Андроником Комнином. Византийская армия, войдя в регион, столкнулась с армией Тороса II. Потерпев ряд поражений и понеся ощутимые потери, византийцы были вынуждены оставить Киликию. После этой победы, последовала первая попытка объединения двух соперничающих родов Рубенидов и придерживающихся византийской ориентации Ошинидов, последние даже начали участвовать в выступлениях против греков. Союз должен был быть скреплен браком между малолетними детьми, сыном Ошина — Хетумом III, и одной из дочерей Тороса II.. После возвращения побежденного Андроника в Константинополь, Мануил Комнин, будучи не в состоянии вмешаться, в 1156 году натравил двух соседей против Тороса: сперва сельджуков, армия которых была разгромлена армянами на подступах к Таврским горам, а затем и принца Антиохии Рено де Шатийона. Последний, после того, как византийский император не сдержал слова, переметнулся на сторону армянского князя. В 1158 году, Мануил Комнин уже сам, возглавляет третью и последнюю компанию в Киликии и Сирии. Вторгшиеся византийские войска с боями захватывают киликийскую равнину, в результате чего Торос отступив закрепляется в горах. Сразу после этого Рено де Шатийон принимает присягу на верность византийскому императору. Спустя некоторое время, между Мануилом и Торосом заключается мирный договор, по которому последний получает часть императорских полномочий, при этом в Киликии, согласно этому же договору, должен был постоянно находится византийский ставленник с военным гарнизоном.

#### Перемирие
Однако действовало соглашение не долго. Первый же из византийских ставленников, Андроник Эвфорбенос, приходившийся кузеном Мануилу, отличился тем, что в 1162 году организовал убийство брата Тороса — Стефана, расширявшего свои территории и не считавшего себя обязанным подчиняться Византии. Армянский князь, несмотря на то, что византийский ставленник был заменен Каламаном, так и не простил убийство брата. Тем временем ситуация на христианском востоке продолжала ухудшаться. В 1164 году образовалась христианская коалиция, в которую вошли: новый принц Антиохии Боэмунд III, граф Триполи, византийский полководец Каламан и армянский князь Торос. Союзники, не внявшие просьбе Тороса дождаться присоединения к коалиции короля Иерусалима, бросили вызов властителю Алеппо. Как результат, произошла «Харимская катастрофа», Нур ад-Дином, за исключением Тороса, были захвачены в плен все христианские лидеры. К этому моменту союз между двумя соперничающими армянскими родами, скрепленный браками детей десятью годами ранее, в результате антвизантийской деятельности Тороса II, так и не простившего убийство своего брата, был на грани разрыва. Обеспокоенный этими распрями, католикос армян Григорий III Пахлавуни посылает к Торосу своего брата Нерсеса Шнорали, которому успешно удалось погасить конфликт.
Тем временем после пленения своего представителя, Мануил на вакантную должность в Киликию направляет Алексея Аксуха. Новый ставленник был хорошим теологом, он страстно увлекся беседами с Нерсесом Шнорали, в результате чего, в 1165 году, возникли идеи экуменизма между армянской и греческой церквами. Но армяно-греческому сближению не суждено было сбыться, год спустя этому помещали два события: Алексей Аксух был оговорен и сослан в монастырь, а Нерсес Шнорали стал новым католикосом и лишился возможности свободно путешествовать. После ссылки Аксуха, Мануил Комнин на его место назначает Андроника, потерпевшего 15 лет назад поражение от армянского князя. В 1167 году, вследствие разгульного образа жизни, Андроник был отозван, а на его место был назначен выкупленный из плена Каламан. Последнему императором было поручено лишить Тороса власти над Киликией. Однако этот план провалился армянские войска взяли Каламана в плен, и Мануил вновь был вынужден его выкупить.

## Смерть
9 февраля 1169 года Торос II Рубенид умер. Армянский правитель не смог подчинить соперничающий род Хетумидов (Ошинидов), но он смог отвести все византийские посягательства на Киликию, тем самым наметив путь к окончательному установлению в регионе армянской власти.

## Семья
- Дочь Рита Армянская - была замужем за князем Ламброна Хетумом III[2]